# Beatriz C. Montes
Beatriz C. Montes  es una pianista y musicóloga española de formación franco-británica, especialista del repertorio europeo fin de siècle tanto francés como español. Doctora en Música por la Universidad de Tours y primera española en obtener el Premio de Erudición Musical y el Premio de Perfeccionamiento de Análisis Musical del Conservatorio Nacional Superior de Música de París, es además Licenciada en Traducción e Interpretación y en Técnicas y Ciencias Historiográficas. Ha contribuido de forma decisiva al establecimiento de dos líneas de investigación musical en España: la primera, los estudios sobre la historia de la educación musical en el siglo XIX, tema sobre el que empezó a investigar en 1997, y ha seguido contribuyendo de manera regular con textos de referencia sobre el Conservatorio de Madrid y editando algunos de los documentos originales; la segunda línea es el impacto de Darwin en la historiografía musical y, por extensión, la relación entre evolucionismo y música.
Directora ejecutiva de Nauclero Ediciones, compagina desde 2015 la carrera musical con su pasión por la montaña.

## Trayectoria musical
Comenzó el aprendizaje musical en el ámbito familiar y realizó sus estudios superiores en el Real Conservatorio Superior de Música de Madrid. Posteriormente fue admitida con el número uno de su promoción en el Conservatorio Nacional Superior de París, donde obtiene el 1.er Premio del Ciclo Superior y Premio por unanimidad en el Ciclo de Perfeccionamiento.
Ha participado en las clases magistrales de Jacques Rouvier, Vitaly Margulis, Alfred Brendel y Leon Fleischer, entre otros, y ha colaborado con compositores como Ligeti, Ohana, Evangelista y Boulez. Participó durante el curso 1999-2000 en los seminarios de posgrado especializados en el repertorio contemporáneo, impartidos por Philip Mead y por Ian Pace en el Colegio de Música de Londres y en importantes festivales en las más prestigiosas salas londinenses. Pero fue el encuentro en 1997 con el pianista Jean-Philippe Collard, lo que ha marcado profundamente su desarrollo pianístico, al convertirse en uno de los poquísimos alumnos regulares del legendario pianista francés.
Merece destacarse su interpretación de las sonatas de Charles Ives, Elliot Carter y Bela Bártok, así como la obra de Aram Jachaturián. Igualmente ha obtenido elogios de la crítica en recitales de música española y con sus versiones de la obra de Brahms.
Ha participado en numerosos proyectos de investigación nacionales i+d e internacionales, ligados a universidades y fundaciones europeas, a los que ha contribuido con publicaciones científicas: El Canto llano en la época de la polifonía fase III, Har 2013-40871-P (2015-2017); Grupo de investigación Clytiar - Cultura, literatura y traducción iber-artúrica; La recepción de ópera italiana y francesa en España (1790-1870) Har 2010-21498 (2010-2013 + prórroga 2014); Cervantes y el Quijote en la música del siglo XX- Hum 2007-61277 Arte (2007-2010), Grupo de Investigación Registrado de la Universidad Autónoma de Madrid “Música y cultura en tiempo de los Borbones”- GIR 036, Rasgos culturales nacionales y europeos en el Madrid ilustrado (1765-1800); Teatro musical y música (2008); Music Education in Europe (1770-1914). Compositional, institucional and political challenges (ESF, CNRS); Orquestas  de los teatros de ópera de París en el siglo XIX (CNRS), Musique et rituel dans les catedrales europeénnes (CNRS, Fondation Royaumont). 
Ha trabajado en París como productora en Radio Classique, en el Instituto Musical del Patrimonio Francés y en el Centre de la Recherche Scientifique ([CNRS]). En 2006 ganó una cátedra de Musicología en el Conservatorio Superior de Música de Castilla y León que ha compaginado con la actividad docente en varias universidades españolas([UAM],[USAL],[URI],[UVA]) en los Grados de Historia y Ciencias de la Música y de Didáctica Musical; en los máster de Música Española y de Educación Secundaria-Mención Música (USAL), Máster de Musicoterapia (UAM) y Doctorado de Historia y Ciencias de la Música (UAM), y como profesora invitada en numerosas universidades europeas y americanas (Universidad de Rennes, Toulousse, lisboa, Guanajuato, etc.). En 2016 fundó la colección de partituras Titania.

## Publicaciones

### Libros
- 2016. Correspondencia de Gabriel Fauré a Isaac y Laura Albéniz.
- 2012. La música para piano de Gabriel Fauré.

### Traducciones
- 2017. Diario de un intelectual en el paro de Denis de Rougemont.[13]
- 2015. La Celestina de Maurice Ohana de Marie-Lorraine Martin.[14]
- 2014. Isabelle Caro. La pequeña que no quería engordar.[15]
- 2014. El León de Petra de Talbot Mundy.[16]
- 2013. Muere el césar de Talbot Mundy.[17]

### Ediciones musicales
- 2018. Isaac Albéniz, Estudio de concierto para piano.
- 2018. Ramón Serrat i Fajula, Obra para piano, vol. 1.

### Artículos de música
- 2014. Documentación musical relacionada con el Consejo y la Secretaría del Despacho de Estado del Archivo General de Simancas.
- 2013. Imprenta y edición en España (siglos XVIII-XX), Ad Parnassum, A Journal of 18th and 19th instrumental music, 2013, pp. 132-134.
- 2013. Las cenizas de la fragilidad, Paradigma. Revista universitaria de cultura de la UMA, n.º 15, junio de 2013, pp. 45-48. ISSN 1885-7604.
- 2012. La música en Príncipe Valiente», en Príncipe Valiente, Edición íntegra, Tomo 38, 1974, Planeta DeAgostini, pp. 5-9, ISBN 978-84-684-0896-5.
- 2012. La crisis de la ilusión, Paradigma. Revista universitaria de cultura de la UMA, n.º 12, pp. 6-8. ISSN 1885-7604.
- 2012. La aportación de la Constitución de 1812 a la educación musical, Scherzo, Año n.º 27, n.º 273, pp. 82-85, ISSN 0213-4802
- 2011. La aportación de la prensa musical a la reconstitución de la historia del Conservatorio de Madrid, Actas del Congreso Congreso L'insegnamento dei conservatori, la composizione e la vita musicale nell'Europa dell'Ottocento10 páginas. [En prensa]
- 2011. La ilustración del Quijote en la escritura pianística contemporánea. Cervantes y el Quijote en la música del siglo XX. Tradición y vanguardia
- 2011. Joaquín ÁLVAREZ et Begoña LOLO (eds.). Teatro y Música en España: los géneros breves en la segunda mitad del siglo XVIII. Revue de Musicologie. ISSN 0035-1601
- 2011. Constantin FLOROS. Introduction to Early Medieval Notation. Enlarged Second Edition revised, translated, and with an Illustrated Chapter on Cheironomy, by Neil K. Moran. Revue de Musicologie française. ISSN 0035-1601
- 2011. Mariano Soriano Fuertes, Historia de la Música Española desde la venida de los fenicios hasta el año de 1850 (4 vols.), Barcelona, 1855-1859, ed. facsímil en dos vols. con introducción de Juan José Carreras, ICCMU, Colección Retornos, Madrid, 2007. Revue de Musicologie française ISSN 0035-1601
- 2010. Epistolario de un músico. Scherzo Año XXVI, n.º 248, enero de 2010, pp. 138-139. ISSN 0213-4802
- 2010. La iconografía como fuente para la historia de la música. Scherzo Año XXVI, n.º 249, febrero de 2010, pp. 94-97. ISSN 0213-4802
- 2010. Institucionalización de la enseñanza musical en España. Boletín de la Institución de Libre enseñanza II Época, octubre de 2009, n.º 74-75, pp. 37-50. ISSN 0214-1302
- 2010. La música de Antonio de Cabezón y su estilo. Scherzo Año XXVI, n.º 253, junio de 2010, pp. 120-123. ISSN 0213-4802
- 2010. Ghirlandaio y el Renacimiento en Florencia del Museo Thyssen-Bornemisza. Música para una exposición. Scherzo Año XXVI, n.º 253, junio de 2010, pp. 142-144. ISSN 0213-4802
- 2009. Los hermanos Mendelssohn. Melómano, Año XIV, n.º 139, febrero de 2009, pp. 54-57. ISSN 1136-4939
- 2009. De El Origen de las Especies a la historiografía musical. Scherzo, Año XXIV n.º 243, pp. 126-129. ISSN 0213-4802
- 2009. Las Actas de la Junta Facultativa del Real Conservatorio de Música de Madrid (1831-1835). Música. Revista del Real Conservatorio Superior de Música de Madrid, 16-17 (2009-2010), pp. 39-113. ISSN 0541-4040.
- 2009. Evolutionary musicology: hacia una aceptación de al biomusicología. Paradigma, Revista universitaria de cultura de la UMA, n.º 8, diciembre de 2009, pp. 3-7. ISSN 1885-7604.
- 2008. Francisco J. García Fajer, lo Spagnoletto. Early Music, 36, pp. 166-167. ISSN 0306-1078.
- 2008. Sonoridad bien temperada". Música-Revista del Real Conservatorio de Música de Madrid, Años 2007-2008, pp. 119-137. ISSN 0541-4040
- 2008. Scarlatti y Soler o la sonata a la española. Melómano, Año XIII, n.º 135, octubre de 2008, pp. 56-59. ISSN 1136-4939
- 2008. Las miradas de Collard. Scherzo, Año XXIII, n.º 234, octubre de 2008, p. 32. ISSN 0213-4802
- 2008. El Real Conservatorio de Madrid durante la regencia de María Cristina (1833-1840). Las relaciones discretas entre las monarquías hispana y portuguesa: Las casas de las reinas (siglos XV-XIX). Arte, música, espiritualidad y literatura. Fundación Lázaro Galdiano y Universidad Autónoma de Madrid, pp. 1911-1921. ISBN 978-84-96813-16-8
- 2008. Introduction a la thématique franciscaine dans la musique espagnole aux XXe et XXIe siècles. Le Paon d'Héra -Gazette Interdisciplinaire thématique internationale, pp. 171-175. ISBN 978-2915099-29-4
- 2008. La vida musical a través de la prensa. Scherzo, Año XXIV, n.º 240. ISSN 0213-4802
- 2008. GOULET, Anne-Madeleine. Recensión de Paroles de Musique (1658-1694). Catalogue des « Livres d’airs de différents auteurs» publiés chez Ballard. Revista de Musicología Española Vol XXXI n.º 1, 2008, pp. 285-289. ISSN 0210-1459
- 2006. Comentario de la traducción del De Música de San Agustín. La labor de los Agustinos desde el Humanismo hasta la Época contemporánea, Bueno, Antonio y Álvarez, Olivier (eds.), Biblioteca electrónica de la Excma. Diputación provincial de Soria, n.º 8, pp. 1-10. ISBN 84-95099-95-0
- 2006. La reflexión teatral sobre Don Quijote de John Eaton. Cervantes y el Quijote en la música. Estudios sobre la recepción de un mito, pp. 271-284. ISBN 978-84-96408-41-8
- 2005. La fondation du Conservatoire royal de musique Marie-Christine de Madrid. Musical Life in Europe, 1600-1900. Circulation, Institutions, Representations. Compositional, Institucional and Polictical Challenges. European Science Fondation, Berliner Wissenschafts-Verlag, pp. 161-186. ISBN 3-8305-1099-3
- 1999 De Manuel de Falla à Maurice Ohana: permanence de l’héritage andalou. Manuel de Falla – Latinité et Universalité, L. Jambou (dir), París, Universidad de la Sorbona, pp. 475-484. ISBN 2-84050-142-2
- 1999. La méthode d’Adam: tradition et avenir de l’école française de piano. Le Conservatoire de Paris, 1795-1995. Deux cents ans de pédagogie, A. Bongrain & A. Poirier (dir), Paris, Buchet-Chastel, pp. 41-53. ISBN 2-283-01774-2
- 1997. La influencia de Italia y Francia en el Real Conservatorio de Madrid. La investigación musical en España: estado de la cuestión y aportaciones: actas del IV Congreso de la Sociedad de Musicología Española, Revista de Musicología XX, 1, pp. 467-478.
- 1997. El entremés cantado o baile: música, danza y literatura en el teatro menor del Siglo de Oro español. Música y literatura en la península ibérica, 1600-1750, M. A. Virgili (ed), Valladolid, Universidad de Valladolid, pp. 377-383. ISBN 88265-98-0 Escrito en colaboración con Nieves Gutiérrez de la Concepción.
- 1995. La représentation internationale au Conservatoire de Paris: intégration et échange. Le Conservatoire de Musique de Paris, regards sur une institution et son histoire, E. Hondré (ed), Association du bureau des étudiants du Conservatoire National Supérieur de Paris, pp. 203-216. ISBN 2-9509140-0-4